# 버드섬 (사우스조지아섬)
버드섬(영어: Bird Island, 스페인어: Isla Pájaro)은 길이 4 km, 너비 800 m 가량의 섬으로 버드 해협에 의해 사우스 조지아의 서쪽 끝과 분리되어 있다. 영국의 해외 영토인 사우스조지아 사우스샌드위치 제도의 일부이며, 아르헨티나가 티에라델푸에고주의 일부라고 주장하기도 한다.

## 역사
1775년 제임스 쿡 휘하의 영국 탐험대가 발견했는데, 그는 "그 위에 있던 [새의] 엄청난 숫자 때문에" 이름을 붙였다.
1950년대 후반에 이 섬은 미국이 자금을 지원한 여러 프로젝트의 대상이었다. 1959~62년 사이에 섬을 떠돌아다니는 수많은 신천옹이 고리 모양으로 나타나 그들의 서식지에 대한 놀라운 데이터를 제공했다. 호주에서는 한 마리의 새가 발견되었다.
이 섬은 현재 특별 과학 관심 지역이므로 허가 없이는 상륙이 허용되지 않는다.
섬의 정상인 로셰 피크(Roché Peak)는 1675년 사우스조지아를 발견한 영국인 앤서니 드 라 로셰(Anthony de la Roché)의 이름을 따서 명명되었다. 페어웰 포인트(Farewell Point)는 버드섬의 북동쪽 끝을 형성한다.
섬에서 두 번째로 높은 봉우리(290m)는 영국인 Lance Tickell의 이름을 따서 Tickell Peak로 명명되었다. 그는 1958/59년에 Bird Island의 최초 과학 일부를 도왔다. 그는 1960년대 중반 이전에 물개와 알바트로스를 연구하기 전에 두 번 더 돌아왔고, 그곳에서 겨울을 보낸 최초의 사람 중 한 명이었다.
2008년은 새섬 생물학 연구 50주년이 되는 해였다. 그 해의 주목할 만한 사건 중에는 1958년 Tickell이 병아리로 울린 회색머리 알바트로스가 돌아온 것이 있었다.

## 연구 스테이션
이 섬은 1963년부터 남극 연구를 위한 기지였으며 현재 Jordan Cove에 있는 영국 남극 조사국(BAS)의 생물학 연구 기지로 상주 생물학자 3명과 기술자 1명이 근무하고 있다. 연구의 주요 초점은 섬의 바닷새와 바다표범의 생태와 개체수이다.
1982년 아르헨티나가 사우스 조지아를 점령하는 동안 그리트비켄에 있던 영국 치안 판사와 기타 민간인 및 군인이 사우스 조지아에서 제거되었지만, 또 다른 15명의 영국인은 아르헨티나의 손이 닿지 않는 곳에 남아 있었다. 그리트비켄에서 발생한 손실로 인해 아르헨티나는 Bird Island Station과 Schlieper Bay, Lyell Glacier 및 St. Andrews Bay의 야영지를 영국의 통제하에 두면서 섬의 나머지 부분을 점령할 수 없게 되었다.

## 야생 동물
이 섬에는 다음과 같은 종이 서식한다.
- 남극물개 65,000마리(약 6 m² 당 1마리)
- 마카로니펭귄 50,000마리
- 검은눈썹알바트로스 15,000쌍
- 회색 머리 알바트로스 12,000쌍
- 방황하는 알바트로스 1,700쌍
- 남부제비제비 500쌍(사우스조지아 전체의 10%)

여기에는 젠투펭귄, 사우스조지아 핀테일, 사우스조지아 피핏 등 수십만 마리의 다른 새가 포함된다. 사우스 조지아의 31종의 번식종 중 27종이 이곳에서 발견된다. 남방긴수염고래와 같은 고래류는 아남극 지역에서 먹이를 먹는 계절에 볼 수 있다.

## 기후
| Bird Island, South Georgia, 1961–1990의 기후 | Bird Island, South Georgia, 1961–1990의 기후 | Bird Island, South Georgia, 1961–1990의 기후 | Bird Island, South Georgia, 1961–1990의 기후 | Bird Island, South Georgia, 1961–1990의 기후 | Bird Island, South Georgia, 1961–1990의 기후 | Bird Island, South Georgia, 1961–1990의 기후 | Bird Island, South Georgia, 1961–1990의 기후 | Bird Island, South Georgia, 1961–1990의 기후 | Bird Island, South Georgia, 1961–1990의 기후 | Bird Island, South Georgia, 1961–1990의 기후 | Bird Island, South Georgia, 1961–1990의 기후 | Bird Island, South Georgia, 1961–1990의 기후 | Bird Island, South Georgia, 1961–1990의 기후 |
| 월                                           | 1월                                          | 2월                                          | 3월                                          | 4월                                          | 5월                                          | 6월                                          | 7월                                          | 8월                                          | 9월                                          | 10월                                         | 11월                                         | 12월                                         | 연간                                         |
| -------------------------------------------- | -------------------------------------------- | -------------------------------------------- | -------------------------------------------- | -------------------------------------------- | -------------------------------------------- | -------------------------------------------- | -------------------------------------------- | -------------------------------------------- | -------------------------------------------- | -------------------------------------------- | -------------------------------------------- | -------------------------------------------- | -------------------------------------------- |
| 역대 최고 기온 °C (°F)                       | 11.2 (52.2)                                  | 10.7 (51.3)                                  | 10.5 (50.9)                                  | 10.2 (50.4)                                  | 6.9 (44.4)                                   | 6.0 (42.8)                                   | 5.9 (42.6)                                   | 4.8 (40.6)                                   | 7.5 (45.5)                                   | 10.4 (50.7)                                  | 9.1 (48.4)                                   | 9.4 (48.9)                                   | 11.2 (52.2)                                  |
| 일평균 최고 기온 °C (°F)                     | 5.5 (41.9)                                   | 5.6 (42.1)                                   | 4.4 (39.9)                                   | 1.9 (35.4)                                   | −0.5 (31.1)                                  | −1.8 (28.8)                                  | −2.4 (27.7)                                  | −1.9 (28.6)                                  | −0.2 (31.6)                                  | 1.6 (34.9)                                   | 3.4 (38.1)                                   | 4.5 (40.1)                                   | 1.7 (35.0)                                   |
| 일일 평균 기온 °C (°F)                       | 3.1 (37.6)                                   | 3.5 (38.3)                                   | 2.5 (36.5)                                   | 0.4 (32.7)                                   | −2.1 (28.2)                                  | −3.2 (26.2)                                  | −3.9 (25.0)                                  | −3.3 (26.1)                                  | −1.8 (28.8)                                  | −0.2 (31.6)                                  | 1.0 (33.8)                                   | 2.0 (35.6)                                   | −0.2 (31.7)                                  |
| 일평균 최저 기온 °C (°F)                     | 0.7 (33.3)                                   | 1.4 (34.5)                                   | 0.6 (33.1)                                   | −1 (30)                                      | −3.8 (25.2)                                  | −4.6 (23.7)                                  | −5.4 (22.3)                                  | −4.8 (23.4)                                  | −3.4 (25.9)                                  | −1.9 (28.6)                                  | −1.5 (29.3)                                  | −0.6 (30.9)                                  | −2.0 (28.4)                                  |
| 역대 최저 기온 °C (°F)                       | −2 (28)                                      | −1.7 (28.9)                                  | −3.2 (26.2)                                  | −4.6 (23.7)                                  | −7.3 (18.9)                                  | −8.5 (16.7)                                  | −11.4 (11.5)                                 | −10.6 (12.9)                                 | −8.5 (16.7)                                  | −6.6 (20.1)                                  | −4.3 (24.3)                                  | −2.8 (27.0)                                  | −11.4 (11.5)                                 |
| 평균 강수량 mm (인치)                        | 84 (3.3)                                     | 80 (3.1)                                     | 95 (3.7)                                     | 123 (4.8)                                    | 108 (4.3)                                    | 108 (4.3)                                    | 120 (4.7)                                    | 114 (4.5)                                    | 107 (4.2)                                    | 98 (3.9)                                     | 88 (3.5)                                     | 77 (3.0)                                     | 1,204 (47.4)                                 |
| 출처 1: Climatic Research Unit, UEA          |                                              |                                              |                                              |                                              |                                              |                                              |                                              |                                              |                                              |                                              |                                              |                                              |                                              |
| 출처 2: Météo Climat                         |                                              |                                              |                                              |                                              |                                              |                                              |                                              |                                              |                                              |                                              |                                              |                                              |                                              |

## 최근 발생한 문제
영국 가디언은 영국남극조사대(BAS)가 최근 남극 인근의 한 섬에서 알 수 없는 원인으로 폐사한 브라운스큐어(도둑갈매기과) 사체를 발견했고, 여기서 조류인플루엔자(H5N1) 바이러스를 발견했다고 2023년 10월 보도한 바있다. 바이러스가 발견된 곳은 바로 이곳인 남대서양에 있는 영국령 사우스조지아 사우스샌드위치제도의 버드아일랜드이다. 현재 영국남극조사대의 연구 기지가 있는 곳이다. 버드아일랜드는 남극 대륙과 1500㎞ 가량 떨어진 남위 54도 부근에 위치해 있는데, 지리적 근접성 탓에 남극에 서식하는 포유류와 조류 등이 이곳에서도 관찰된다. 극지진흥법상 남극은 남위 60도 이남 지역을 의미한다.
문제는 버드아일랜드가 지구상에서 가장 다양한 야생동물이 거주하는 서식지 가운데 하나라는 점이다. 이곳에는 멸종위기에 처한 조류를 비롯해 5만쌍 가량의 펭귄과 6만5천쌍 이상의 물개가 서식한다. 지구온난화로 인한 바이러스 문제에 직면에 있는 상태다.